# دالة التوزيع (فيزياء)
في النظرية الحركية للغازات في الفيزياء، تكون دالة التوزيع لنظام ما معتمدة على سبع متغيرات {\displaystyle f(x,y,z,t;v_{x},v_{y},v_{z})}، و تعطي نتيجتها عدد الجزيئات المتواجد في حيز من الحجم في فضاء الطور ذا الجزيء الواحد. تصف هذه الدالة عدد الجزيئات الموجود في حيز ما و التي تقريبا تمتلك سرعة {\displaystyle {\displaystyle \mathbf {v} =(v_{x},v_{y},v_{z})}} بالقرب من الموقع {\displaystyle {\displaystyle \mathbf {r} =(x,y,z)}} في الوقت {\displaystyle t}. تسوية هذه الدالة تعطي الشكل الآتي:
{\displaystyle {\displaystyle n(x,y,z,t)=\int f\,dv_{x}\,dv_{y}\,dv_{z},}}
{\displaystyle {\displaystyle N(t)=\int n\,dx\,dy\,dz,}}
حيث {\displaystyle N} هي العدد الكلي للجزيئات، و {\displaystyle n} تمثل الرقم الكثافي للجزيئات أي عدد الجزيئات في حجم معين، أو الكثافة مقسومة على كتلة الجزيء الواحد. يمكن لدالة التوزيع أن تخصص إلى عدد معين من الأبعاد. على سبيل المثال، خذ فضاء الطور سداسي الأبعاد الكوانتم ميكانيكي {\displaystyle {\displaystyle f(x,y,z;p_{x},p_{y},p_{z})}}، ثم اضربه بالحجم الكلي للفضاء. النتيجة هنا هي دالة توزيع الزخم. بمعنى آخر، عدد الجزيئات في فضاء الزخم المعين التي تملك زخما بقيمة {\displaystyle (p_{x},p_{y},p_{z})}.
تستخدم هذه الدوال عادة في فيزياء البلازما لوصف تفاعلات الجسيمات-الموجات و اضطرابت السرعة-الفضاء. تستعمل هذه الدوال أيضا في ميكانيكا الموائع، الميكانيكا الإحصائية، و الفيزياء النووية.
دالة التوزيع البدائية تستعمل ثابت بولتزمان {\displaystyle k} و الحرارة {\displaystyle T} مع الرقم الكثافي لتعدل دالة التوزيع الطبيعي:
{\displaystyle f=n\left({\frac {m}{2\pi kT}}\right)^{3/2}\exp \left({-{\frac {m(v_{x}^{2}+v_{y}^{2}+v_{z}^{2})}{2kT}}}\right).}
يمكن لدوال التوزيع المتعلقة بها أن تسمح بجريان الموائع بالجملة، حيث أنه تتم إزاحة أصل السرعة في هذه الحالة فيتحول البسط لدالة أويلر {\displaystyle e} في المعادلة السابقة إلى {\displaystyle {\displaystyle m((v_{x}-u_{x})^{2}+(v_{y}-u_{y})^{2}+(v_{z}-u_{z})^{2})}} حيث تكون {\displaystyle (u_{x},u_{y},u_{z})} هي سرعة الجملة العظمى للمائع. في حالة كانت درجات الحرارة مختلفة، يتم تقسيم البسط في الأس على الدرجات المختلفة بخلاف الدرجة المفردة الموجودة في المعادلة السابقة.
قد تقوم بعض نظريات البلازما كالهيدروديناميكا مغناطيسية بافتراض أن الجزيئات توجد في وضع توازن ثرموديناميكي، فتكون دالة التوزيع في هذه الحالة ماكسويلية. تسمح هذه الدالة بجريان المائع و بدرجات حرارة مختلفة في اتجاهات عامودية أو موازية للمجال المغناطيسيي. يمكن لدوال توازيع أخرى أن تستخدم، حيث أنه نادرا ما تكون البلازما في حالة توازن ثيرموديناميكي.